# 在コタキナバル領事事務所
在コタキナバル領事事務所（在コタ・キナバル領事事務所、マレー語: Pejabat Konsular Jepun di Kota Kinabalu、英語: Consular Office of Japan in Kota Kinabalu）は、マレーシア東部ボルネオ島の最大都市コタキナバル（旧・ジェッセルトン）に設置されている日本の領事事務所である。2023年10月より、山下義人が所長を務めている。

## 沿革
1957年8月31日に日本がマラヤ連邦の独立を承認し、同年11月、同国の首都クアラルンプールに日本の大使館が設置された。1963年9月16日にマレーシアが成立した後、1964年5月11日、まず在ジェッセルトン日本国領事館（マレー語: Konsulat Jepun di Jesselton、英語: Consulate of Japan in Jesselton）として開設された。
1969年3月28日、在コタキナバル日本国領事館（在コタ・キナバル日本国領事館、マレー語: Konsulat Jepun di Kota Kinabalu、英語: Consulate of Japan in Kota Kinabalu）に改称された。
1997年3月31日、日本史上最後の領事館である在コタキナバル日本国領事館が閉鎖され、代わりに在コタキナバル日本国総領事館（在コタ・キナバル日本国総領事館、マレー語: Konsulat Jeneral Jepun di Kota Kinabalu、英語: Consulate-General of Japan in Kota Kinabalu）を設置することが定めされる。
2011年1月1日、コタキナバルの総領事館が閉鎖され、代わって在コタキナバル出張駐在官事務所（在コタ・キナバル出張駐在官事務所、マレー語: Pejabat Konsular Jepun di Kota Kinabalu、英語: Consular Office of Japan in Kota Kinabalu）として発足。2014年8月1日、コタキナバルの出張駐在官事務所が在コタキナバル領事事務所に改称される。

## 所在地
No.18, Jalan Aru, Tanjung Aru, 88100 Kota Kinabalu

## 管轄地域
サバ州、サラワク州及びラブアン連邦直轄区を管轄。